# Berget 10

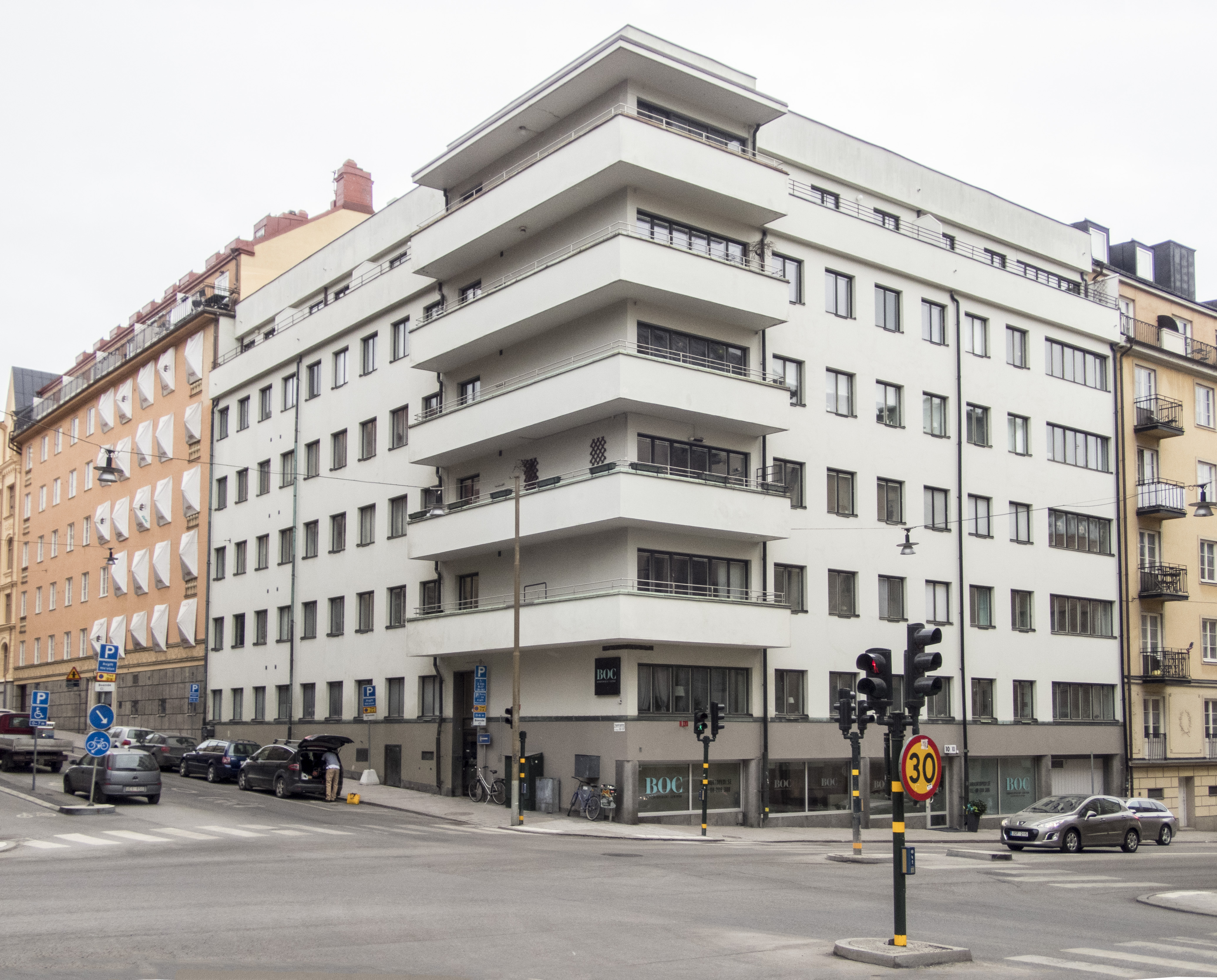
Berget 10

Berget 10 är en tidig modernistisk bostadsfastighet ritad av arkitekten Sven Markelius som uppfördes 1929-1930. Byggnaden är belägen i korsningen Tegnérgatan/Dalagatan på Norrmalm i centrala Stockholm. Byggnaden var en av flera som uppfördes i kvarteret Berget omkring 1930 och den mest uttalat moderna.

## Byggnaden
Byggnaden är i sex plan plus två takvåningar. Byggnaden har en putsad, slät fasad med fyrkantig svarta fönster som uppvisar vissa likheter med Sigurd Lewerentz samtida Riksförsäkringsanstalten. Hörnet markeras av stora balkonger. Lägenheterna utrustades med tidstypiska detaljer, som vita putsade öppna spisar i funktionalistisk stil. Husets tidiga funkisstil var inte det enda som var en nyhet utan också det faktum att ytterväggar, pelare samt bjälklag konstruerades helt i betong. De ursprungliga mycket stora hörnvåningarna delades upp vid en ombyggnad 1932-1933 och 1934 inreddes den översta takvåningen för bostadsändamål. När projektet "Berget 10" presenterades skrev Svenska Dagbladet den 17 oktober 1929 att det var "Corbusier-husets debut i Sverige", med anspelning på Le Corbusiers strama arkitektur.

## Kvarteret Berget
Kvarteret Berget omges av Tegnérgatan, Dalagatan, Kammakargatan och Västmannagatan i den branta backen som sluttar ned mot Norra Bantorget. Kvarteret är svårbyggt med stora nivåskillnader, Dalagatan går för exempelvis på en viadukt i korsningen mot Kammakargatan. Med undantag för bebyggelsen längs Västmannagatan som huvudsakligen är från slutet av 1800-talet är bebyggelsen i kvarteret byggt mellan 1927 och 1945. Grannhuset, Berget 11, på Tegnérgatan 55 är samtida och ritat av Sven Wallander för HSB men har betydande drag av tjugotalsklassicism. I korsningen Dalagatan/Kammakargatan finns en större byggnad av Sture Frölén uppförd 1944-1945.